# 安德烈亚斯·米勒
安德烈亚斯·米勒（德語：Andreas Müller，1979年11月25日—），奥地利男子自行车运动员，2009年世界场地自行车锦标赛男子捕捉赛铜牌得主、2013年世界场地自行车锦标赛男子捕捉赛银牌得主。